# Alexander Gould
Pour les articles homonymes, voir Gould.
Alexander Gould est un acteur américain, né le 4 mai 1994 à Los Angeles, Californie, aux États-Unis.
De 2005 à 2012, il incarne Shane Botwin, un personnage récurrent de la série américaine Weeds.

## Biographie
Alexander Gould est né à Los Angeles en Californie, de l'union de Tom et Valerie Gould. Élevé dans la croyance juive, il est un membre actif du Mouvement Massorti USY. Gould a deux sœurs plus jeunes, Emma et Kelly qui sont actrices elles aussi.
Gould fait ses débuts d'acteur à l'âge de six ans et c'est en devenant la voix de Nemo, personnage emblématique du film animé de Pixar Le Monde de Nemo qu'il se fait connaître du public.
À la télévision, Alexander a tenu durant plus de 8 ans le rôle de Shane Botwin dans la comédie dramatique Weeds. Il est également apparu dans de nombreuses séries télévisées en tant que guest star : Ally McBeal, Malcolm, New York, unité spéciale, Supernatural et Pushing Daisies.
Il aurait dû reprendre le rôle de David Collins dans le remake du feuilleton Dark Shadows, mais son épisode pilote a été rejeté par le WB Television Network et n'a jamais été diffusé.

## Filmographie

### Cinéma
- 1998 : La Cité des anges (City of Angels) : Petit garçon
- 2000 : Mexico City : Peter Cobb
- 2002 : Wheelmen : Arthur
- 2002 : Le Peuple des ténèbres (They) : Billy (jeune)
- 2003 : Le Monde de Nemo (Finding Nemo) : Nemo (voix)
- 2005 : Diary of a Worm : Narrateur (voix)
- 2006 : Bambi 2 : Bambi (voix)
- 2006 : Georges le petit curieux (Curious George) : Enfant (voix)
- 2006 : How to Eat Fried Worms : Twitch

### Télévision
- 2000 : Freaks and Geeks : Ronnie (saison 1, épisode 13)
- 2000 : Malcolm : Tête d'Œuf (saison 1, épisode 11)
- 2000 : Ally McBeal : Ben (saison 4, épisode 10 et 11)
- 2001 : L'enfant qui venait d'ailleurs (The Day the World Ended) (TV) : Ben (jeune)
- 2005 - 2012 : Weeds : Shane Botwin (saison 1 à saison 8)
- 2008 : Esprits criminels : Jeremy (saison 3, épisode 5)
- 2008 : New York, unité spéciale : Tremble Jack (saison 9, épisode 13)
- 2009 : Supernatural : Cole Griffith (saison 4, épisode 15)
- 2009 : Pushing Daisies : Elliot McQuoddy (saison 2, épisode 9)